# Rhynchoribatidae
Rhynchoribatidae är en familj av kvalster. Rhynchoribatidae ingår i överfamiljen Trizetoidea, ordningen Sarcoptiformes, klassen spindeldjur, fylumet leddjur och riket djur. Enligt Catalogue of Life omfattar familjen Rhynchoribatidae 29 arter. 
Kladogram enligt Catalogue of Life:
| Rhynchoribatidae | \| \| Rhynchoribates \| \| \| \| \| \| Suctoribates \| \| \| \| |
|                  | \| \| Rhynchoribates \| \| \| \| \| \| Suctoribates \| \| \| \| |
|                  | Cuneoppiidae                                                    |
|                  |                                                                 |
|                  | Nosybelbidae                                                    |
|                  |                                                                 |
|                  | Oxyameridae                                                     |
|                  |                                                                 |
|                  | Suctobelbidae                                                   |
|                  |                                                                 |
|                  | Trizetidae                                                      |
|                  |                                                                 |
|                  | Rhynchoribates                                                  |
|                  |                                                                 |
|                  | Suctoribates                                                    |
|                  |                                                                 |

|  | Rhynchoribates |
|  |                |
|  | Suctoribates   |
|  |                |